# Rancho Alegre, Tihuatlán
Rancho Alegre är en ort i Mexiko.   Den ligger i kommunen Tihuatlán och delstaten Veracruz, i den sydöstra delen av landet, 210 km nordost om huvudstaden Mexico City. Rancho Alegre ligger 77 meter över havet och antalet invånare är 177.
Terrängen runt Rancho Alegre är platt åt nordost, men åt sydväst är den kuperad. Rancho Alegre ligger nere i en dal. Runt Rancho Alegre är det ganska tätbefolkat, med 108 invånare per kvadratkilometer. Närmaste större samhälle är Poza Rica de Hidalgo, 17,1 km sydost om Rancho Alegre. Omgivningarna runt Rancho Alegre är en mosaik av jordbruksmark och naturlig växtlighet.